# Pachyschelus valentinorum
Pachyschelus valentinorum es una especie de escarabajo joya del género Pachyschelus, familia Buprestidae. Fue descrita científicamente por Hespenheide & Bellamy en 2004.